# Бурунди на летних Олимпийских играх 2016
Республика Бурунди на летних Олимпийских играх 2016 года была представлена 9 спортсменами в 3 видах спорта. Знаменосцем сборной Бурунди на церемонии открытия Игр стал легкоатлет Оливье Ирабарута, а на церемонии закрытия — пловец Билли-Скотт Иракос, занявший 66-е место на дистанции 50 метров вольным стилем. По итогам соревнований на счету бурундийских спортсменов была одна серебряная медаль, что позволило сборной Бурунди занять 69-е место в неофициальном медальном зачёте. Её завоевала легкоатлетка Франсина Нийонсаба, ставшая второй в беге на 800 метров. Это лишь вторая медаль в истории Бурунди. Обладателем первой стал Венусте Нийонгабо, выигравший золото в беге на 5000 метров на Играх 1996 года.

## Медали
| Серебро |                    |                                              |            |
| №       | Спортсмены         | Вид спорта (дисциплина)                      | Дата       |
| 1       | Франсина Нийонсаба | Лёгкая атлетика (бег на 800 метров, женщины) | 20 августа |

## Состав сборной
Дзюдо
1. Антуанет Гасонго

 Лёгкая атлетика
1. Антуан Гакеме
2. Оливье Ирабарута
3. Абрахам Нийонкуру
4. Пьерр-Селестин Нихоримбере
5. Франсина Нийонсаба
6. Диана Нукури

 Плавание
1. Билли-Скотт Иракос
2. Элси Увамахоро

## Результаты соревнований

### Водные виды спорта

#### Плавание
В следующий раунд на каждой дистанции проходят спортсмены, показавшие лучший результат, независимо от места, занятого в своём заплыве.
Мужчины
| Дистанция                | Спортсмены          | Предварительный раунд | Предварительный раунд | Предварительный раунд | Полуфинал | Полуфинал | Полуфинал | Финал     | Финал |
| Дистанция                | Спортсмены          | Заплыв                | Результат             | Место                 | Заплыв    | Результат | Место     | Результат | Место |
| ------------------------ | ------------------- | --------------------- | --------------------- | --------------------- | --------- | --------- | --------- | --------- | ----- |
| 50 метров вольным стилем | Билли-Скотт Иракосе |                       |                       |                       |           |           |           |           |       |

Женщины
| Дистанция                | Спортсмены     | Предварительный раунд | Предварительный раунд | Предварительный раунд | Полуфинал | Полуфинал | Полуфинал | Финал     | Финал |
| Дистанция                | Спортсмены     | Заплыв                | Результат             | Место                 | Заплыв    | Результат | Место     | Результат | Место |
| ------------------------ | -------------- | --------------------- | --------------------- | --------------------- | --------- | --------- | --------- | --------- | ----- |
| 50 метров вольным стилем | Элси Увамахоро |                       |                       |                       |           |           |           |           |       |

### Дзюдо
Соревнования по дзюдо проводились по системе с выбыванием. В утешительные раунды попадали спортсмены, проигравшие полуфиналистам турнира. Два спортсмена, одержавших победу в утешительном раунде, в поединке за бронзу сражались с дзюдоистами, проигравшими в полуфинале.
Женщины
| Категория | Спортсмены       | 1/16 финала           | 1/8 финала            | Четвертьфинал         | Полуфинал             | Финал                 | Место |
| Категория | Спортсмены       | Соперник Результат    | Соперник Результат    | Соперник Результат    | Соперник Результат    | Соперник Результат    | Место |
| --------- | ---------------- | --------------------- | --------------------- | --------------------- | --------------------- | --------------------- | ----- |
| до 52 кг  | Антуанет Гасонго | PORЖ. Рамуш П 000:102 | Завершила выступление | Завершила выступление | Завершила выступление | Завершила выступление | 17    |

### Лёгкая атлетика
Мужчины
Беговые дисциплины
| Дисциплина           | Спортсмен        | Предварительный раунд | Предварительный раунд | Предварительный раунд | Четвертьфиналы | Четвертьфиналы | Четвертьфиналы | Полуфиналы    | Полуфиналы    | Полуфиналы    | Финал | Финал |
| Дисциплина           | Спортсмен        | Забег                 | Время                 | Место                 | Забег          | Время          | Место          | Забег         | Время         | Место         | Время | Место |
| -------------------- | ---------------- | --------------------- | --------------------- | --------------------- | -------------- | -------------- | -------------- | ------------- | ------------- | ------------- | ----- | ----- |
| бег на 800 метров    | Антуан Гакеме    |                       |                       |                       | не проводится  | не проводится  | не проводится  |               |               |               |       |       |
| бег на 5000 метров   | Оливье Ирабарута |                       |                       |                       | не проводится  | не проводится  | не проводится  | не проводится | не проводится | не проводится |       |       |
| бег на 10 000 метров | Оливье Ирабарута | не проводится         | не проводится         | не проводится         | не проводится  | не проводится  | не проводится  | не проводится | не проводится | не проводится |       |       |

Шоссейные дисциплины
| Дисциплина | Спортсмен                  | Время | Место | Отставание |
| ---------- | -------------------------- | ----- | ----- | ---------- |
| марафон    | Пьерр-Селестин Нихоримбере |       |       |            |
| марафон    | Абрахам Нийонкуру          |       |       |            |

Женщины
Беговые дисциплины
| Дисциплина           | Спортсмен          | Предварительный раунд | Предварительный раунд | Предварительный раунд | Четвертьфиналы | Четвертьфиналы | Четвертьфиналы | Полуфиналы    | Полуфиналы    | Полуфиналы    | Финал | Финал |
| Дисциплина           | Спортсмен          | Забег                 | Время                 | Место                 | Забег          | Время          | Место          | Забег         | Время         | Место         | Время | Место |
| -------------------- | ------------------ | --------------------- | --------------------- | --------------------- | -------------- | -------------- | -------------- | ------------- | ------------- | ------------- | ----- | ----- |
| бег на 800 метров    | Франсина Нийонсаба |                       |                       |                       | не проводится  | не проводится  | не проводится  |               |               |               |       |       |
| бег на 10 000 метров | Диана Нукури       | не проводится         | не проводится         | не проводится         | не проводится  | не проводится  | не проводится  | не проводится | не проводится | не проводится |       |       |